# 準師範
準師範(じゅんしはん)とは、武道、芸道において師範に次ぐ指導者またはその称号。

## 準師範の称号
準師範の称号は、全日本アーチェリー連盟において定める称号のうち、最高師範、師範に次ぐ第三位の称号である。25歳以上であり、かつ四段以上の段位を有すること。人格、技能、識見を備え、アーチェリーに必要な知識を有する者に対し、称号審査の結果、合格の場合に称号が授与される。師範の称号を取得するためには、さらに35歳以上で準師範受称後、4年以上が経過していること。人格技能識見を備え、アーチェリーの教育に必要な教育と実力を有し、功績著しい者であることが求められる。